# 洪磊
洪磊（1969年8月—），男，浙江杭州富阳人，曾任中华人民共和国外交部发言人及中国驻芝加哥总领事，现任外交部部长助理兼外交部礼宾司司长。

## 生平
洪磊1991年从北京语言大学毕业后进入外交部工作。1991年，任外交部新闻司科員、隨員。1992年，任驻荷兰大使馆隨員、三秘。1996年，任外交部新聞司三秘、副處長。2000年，任驻旧金山总领事馆二秘、一秘。2004年，任外交部新聞司處長。2007年，任外交部新聞司參贊。2010年，任外交部新聞司副司長。2010年10月，成为外交部发言人，以接替出任中国驻英国公使的原发言人秦刚。据不完全统计，履职近6年间，洪磊是外交部举行新闻发布会场次最多的发言人。
2016年7月，洪磊离开外交部新闻司，转任中华人民共和国驻芝加哥总领事。
2018年9月，洪磊调任外交部礼宾司副司长。2019年2月，洪磊升任外交部礼宾司司长。
2024年10月，洪磊升任外交部部长助理。